# Qui rido io
Pour plus de détails, voir Fiche technique et Distribution.
Qui rido io est un film de procès italien réalisé par Mario Martone, sorti en 2021.

## Synopsis
Au début du XXe siècle à Naples, l'acteur et dramaturge Eduardo Scarpetta est au sommet de son art théâtral avec le personnage de Felice Sciosciammocca. Celui-ci a supplanté Pulcinella et ses comédies jouissent d'un grand succès. Eduardo navigue entre la scène et une vie familiale complexe composée d'épouses, d'amants et d'enfants légitimes et illégitimes. Avec sa femme Rosa De Filippo, il a trois enfants, Maria, Vincenzo et Domenico reconnu par lui mais en réalité fils du roi Vittorio Emanuele II. Avec Luisa, la nièce de Rosa, il a eu Titina, Eduardo et Peppino De Filippo, qui sont entretenus par lui et le traitent comme un oncle, même s'ils savent qu'il est leur père. Vincenzo, Eduardo et Titina débutent au théâtre dès leur plus jeune âge, alternant dans le rôle de Peppeniello dans Miseria e nobiltà. Le talent des deux garçons émerge notamment: Vincenzo, devenu jeune homme est désigné par son père comme héritier de l'entreprise et du personnage de Felice Sciosciammocca. Et sent le poids de cette tâche. Eduardo jeune était déjà un très  bon acteur et dramaturge, mais souffrait du manque de reconnaissance de son père.
Plus tard à Rome, Scarpetta assiste à une représentation de La fille de Iorio, un drame de Gabriele D'Annunzio et décide d'en faire une parodie comique malgré l'avis contraire de Rosa. Eduardo écrit le scénario puis se rend en Toscane pour demander à D'Annunzio, alors considéré comme le poète le plus important de toute l'Italie, son consentement à la mise en scène du spectacle. Le poète semble condescendant envers Scarpetta et s'amuse beaucoup de ses inventions, mais en fait il n'accorde qu'un assentiment verbal ambigu. Scarpetta tourne ensuite la parodie. Au cours de la première, profitant d'un échec de la première actrice, un groupe d'intellectuels proches de D'Annunzio dont Roberto Bracco et Ferdinando Russo commencent à protester bruyamment contre Scarpetta, coupable d'avoir plagié le drame original dans le seul but de discréditer le Vate. Eduardo est obligé d'interrompre la pièce et de monter un autre spectacle. Peu après ces événements, la Société italienne des auteurs et éditeurs poursuit en justice Eduardo Scarpetta pour avoir contrefait la fille d'Iorio. Un procès de longue date commence alors et il aura des répercussions sur la vie artistique et personnelle du dramaturge.
Eduardo essaie par tous les moyens de s'attirer la sympathie de jeunes intellectuels napolitains tels que Salvatore Di Giacomo , Libero Bovio et Ernesto Murolo, ce dernier peut-être son énième fils illégitime, organisant des fêtes à la Villa La Santarella, son riche manoir. Cependant cela a pour seul résultat l'aiguisement des antipathies à son égard de la part de ceux qui considéraient le théâtre de Scarpetti comme trop populaire pour être compté parmi les formes d'art. Le seul à prendre son parti est Benedetto Croce, qui l'aidera dans le processus procédural. Entre-temps, de nouvelles difficultés affligent la famille d'Eduardo : Peppino, placé comme nourrice à la campagne, est rappelé vivre chez sa mère et ses frères, mais rencontre de nombreuses difficultés à s'intégrer et surtout à composer avec la forte personnalité de son oncle/père ; Pendant ce temps, Luisa tombe à nouveau enceinte, mais le bébé est mort-né. Pendant ce temps à Naples, avec l'ouverture du Salone Margherita et l'avènement du cinéma , la comédie est de plus en plus mise de côté : Eduardo doit donc supporter la trahison de Gennaro Pantalena , son ami et collègue historique, qui quitte sa compagnie pour réciter dans le drame Assunta Spinede Salvatore di Giacomo. Même son fils Vincenzo voudrait se libérer de lui pour faire des films, et un fort conflit surgit entre les deux.
Le jour de l'audience arrive. Pendant l'interrogatoire, Eduardo se produit dans un véritable spectacle comique au cours duquel, avec des tons ironiques et des gestes brillants, il revendique son droit à la satire et se moque de D'Annunzio et de ses accusateurs, défendant vigoureusement son art. Ce faisant, il parvient à gagner la sympathie du public et du jury , qui l'acquitte finalement de toutes les charges. La victoire en justice ne suffira cependant pas à rassurer l'acteur : quelques mois plus tard, Eduardo Scarpetta se retirera de la scène, laissant le guide de la compagnie à Vincenzo. Les frères De Filippo deviendront plutôt les acteurs napolitains les plus importants du XXe siècle, et Eduardo en particulier deviendra l'un des dramaturges les plus influents au monde.

## Fiche technique
Sauf indication contraire, les informations mentionnées dans cette section peuvent être confirmées par la base de données cinématographiques IMDb,  présente dans la section « Liens externes ».
- Titre français : Qui rido io
- Réalisation : Mario Martone
- Scénario : Mario Martone et Ippolita Di Majo
- Décors : Laura Casalini
- Costumes : Ursula Patzak
- Photographie : Renato Berta
- Montage : Jacopo Quadri
- Pays d'origine : Italie
- Format : Couleurs - 35 mm
- Genre : biographie
- Durée : 133 minutes
- Dates de sortie :
  - Italie : 7 septembre 2021 (Mostra de Venise), 9 septembre 2021 (sortie nationale)

## Distribution
- Toni Servillo : Eduardo Scarpetta
- Cristiana Dell'Anna : Luisa De Filippo, amante d'Eduardo Scarpetta et mère de Titina, Eduardo et Peppino
- Marzia Onorato : Titina De Filippo
- Alessandro Manna : Eduardo De Filippo
- Salvatore Battista : Peppino De Filippo
- Lino Musella : Benedetto Croce
- Maria Nazionale :
- Antonia Truppo :
- Eduardo Scarpetta : Vincenzo Scarpetta
- Roberto De Francesco :

## Distinctions

### Récompenses
- David di Donatello 2022 : meilleur acteur dans un second rôle pour Eduardo Scarpetta et meilleurs costumes[1]

### Sélection
- Mostra de Venise 2021 : en compétition